# Dinlenje (Erjixe)
Dinlenje (em turco: Dinlence) ou Bardaque (em armênio: Բերդակ; romaniz.: Bardak) é uma almofala (bairro) no distrito e município de Erjixe, na província e área metropolitana de Vã, na Turquia.

## História
Dinlenje está no território antes administrado pelo vilaiete de Vã do Império Otomano, a 13 quilômetros a oeste da cidade de Erjixe, ao norte do lago de Vã, na margem direita de um riacho que desaguava no lago. No início do século XX, havia 40 domicílios e uma igreja armênia, destruída no contexto do genocídio armênio de 1915.